# مارتینا وارن
مارتینا وارِن (انگلیسی: Martina Warren)، متولد ۱۲ اوت ۱۹۸۳، مدل پورنوگرافی و پر زرق و برق است. او پت پنت هوس در ماه ژانویه ۲۰۰۳ و پت سال ۲۰۰۵ این مجله بوده است.

## جایزه‌ها
- Penthouse Pet January 2003
- Penthouse Pet of the Year 2005